# Leopold Barschandt
Leopold Barschandt (* 12. August 1925 in Wien; † 5. Oktober 2000) war ein österreichischer Fußballspieler auf der Position eines Verteidigers beziehungsweise Mittelfeldspielers. Er nahm mit der österreichischen Fußballnationalmannschaft an der Weltmeisterschaft 1954 in der Schweiz teil, wo er mit dem Team den 3. Platz belegte. Mit seinem Stammverein Wiener Sport-Club konnte er in den späten 1950er Jahren die nationale Meisterschaft dominieren.

## Karriere
Leopold Barschandt begann seine Karriere als Fußballspieler bei Helfort, ehe er über den SC Gaswerk nach Dornbach zum Wiener Sport-Club kam. Mit dem WSC stieg Leopold Barschandt sogar 1952 kurzfristig in die zweite Liga ab, schaffte jedoch den sofortigen Wiederaufstieg und war zwei Jahre später mit den Dornbachern bereits Vizemeister. Zu seinen ersten beiden Einsätzen in der österreichischen Fußballnationalmannschaft kam er im Mai 1954, einen Monat vor der Weltmeisterschaft in der Schweiz. Beim 2:0 über Wales beziehungsweise dem 5:0 über Norwegen bewährte sich Leopold Barschandt allerdings als linker Verteidiger neben Ernst Happel und Gerhard Hanappi, sodass er bei der Weltmeisterschaft bereits seinen Stammplatz hatte.
Bei der Weltmeisterschaft kam Österreich bis ins Halbfinale, wo man jedoch gegen Deutschland ausschied. Das Kleine Finale um Platz drei konnte gegen den bis dato amtierenden Weltmeister Uruguay gewonnen werden. Leopold Barschandt spielte in allen Matches, bis auf die Halbfinalpartie gegen Deutschland. Er blieb bis zur Weltmeisterschaft 1958 in der Stammformation des Nationalteams und begleitete dies auch zur WM nach Schweden. Dort kam er allerdings zu keinem Einsatz mehr. Indes war Leopold Barschandt Kapitän des Sport-Clubs geworden und gewann seine ersten nationalen Titel.
Die Dornbacher blieben von Dezember 1957 bis September 1959 knappe zwei Jahre ungeschlagen in der Meisterschaft (41 Spiele) und konnten in der Zeit zweimal Meister werden. Auch im Europapokal der Landesmeister war Leopold Barschandt mit seinem Team erfolgreich. Er kam zweimal ins Viertelfinale des Bewerbs und schaltete auf dem Weg dorthin unter anderem den italienischen Meister Juventus Turin mit 7:0 aus. 1960 beendete er seine Karriere beim Sport-Club und ließ selbige beim SV Stickstoff Linz ausklingen.

## Stationen
- SPC Helfort Wien
- SC Gaswerk Wien (1948–1950)
- Wiener Sport-Club (1950–1960)
- SV Stickstoff Linz (1960–1963)

## Erfolge
- 2 × Viertelfinale des Europapokals des Landesmeister: 1959, 1960
- 2 × Österreichischer Meister: 1958, 1959
- 2 × Österreichischer Vizemeister: 1955, 1960

- Teilnahme Weltmeisterschaft 1954: 3. Platz
- 23 Länderspiele[2] für die österreichische Fußballnationalmannschaft von 1954 bis 1960